# Ропотово (Долнени)
Ропотово (мкд. Ропотово) је насеље у Северној Македонији, у средишњем делу државе. Ропотово припада општини Дољнени.

## Географија
Насеље Ропотово је смештено у средишњем делу Северне Македоније. Од најближег већег града, Прилепа, насеље је удаљено 21 km северозападно.
Рељеф: Ропотово се налази у северном делу Пелагоније, највеће висоравни Северне Македоније. Насељски атар је махом равничарски, без већих водотока, док се северно од насеља издижу најјужнија брда планине Даутице. Надморска висина насеља је приближно 610 метара.
Клима у насељу је континентална.

## Становништво
По попису становништва из 2002. године, Ропотово је имало 546 становника.
Претежно становништво у етнички Македонци (99%), а остало су Срби.
Већинска вероисповест у насељу је православље.